# Капустоцвіті
Капустоцвіті (Brassicales), або каперцецвіті (Capparales), — порядок квітучих рослин підкласу розиди (Rosids). Капустоцвіті поширені на усіх континентах, окрім Антарктиди. Усі види порядку містять фермент, який може утворювати гірчичну олію з хімічних речовин, званих як глюкозинолати. Види також містять флавоноїди і дубильні речовини, але ці хімічні речовини наявні майже у всіх вищих рослинах. Порядок об'єднує понад 4.5 тис. видів, з них в Україні росте 238 видів з 68 родів. Капустоцвіті походять від примітивних Violales, скоріш за все від Flacourtiaceae.

## Опис
Це дерева, чагарники або трави. Листки чергові, рідше супротивні, прості або рідше складні, без прилистків. Квітки у більшості в термінальних китицях, іноді у волотях, маточково-тичинкові, актиноморфні або зигоморфні, з подвійною оцвітиною, іноді безпелюсткові, з нектарниками. Плоди — коробочки, стручки та стручечки, ягоди, іноді горіхи або кістянки.